# Stazione di Castagneto Carducci-Donoratico
La stazione di Castagneto Carducci-Donoratico è una fermata ferroviaria a servizio del comune di Castagneto Carducci sulla linea Livorno-Roma. La stazione si trova nella frazione di Donoratico nel comune di Castagneto Carducci.
La gestione degli impianti è affidata a Rete Ferroviaria Italiana società del gruppo Ferrovie dello Stato, che classifica la stazione nella categoria "Silver".

## Storia
La stazione venne aperta nel 1863 con l'apertura del tratto Vada-Follonica della Ferrovia Maremmana.
Fino al 1939 era denominata semplicemente "Castagneto Carducci".

## Struttura ed impianti

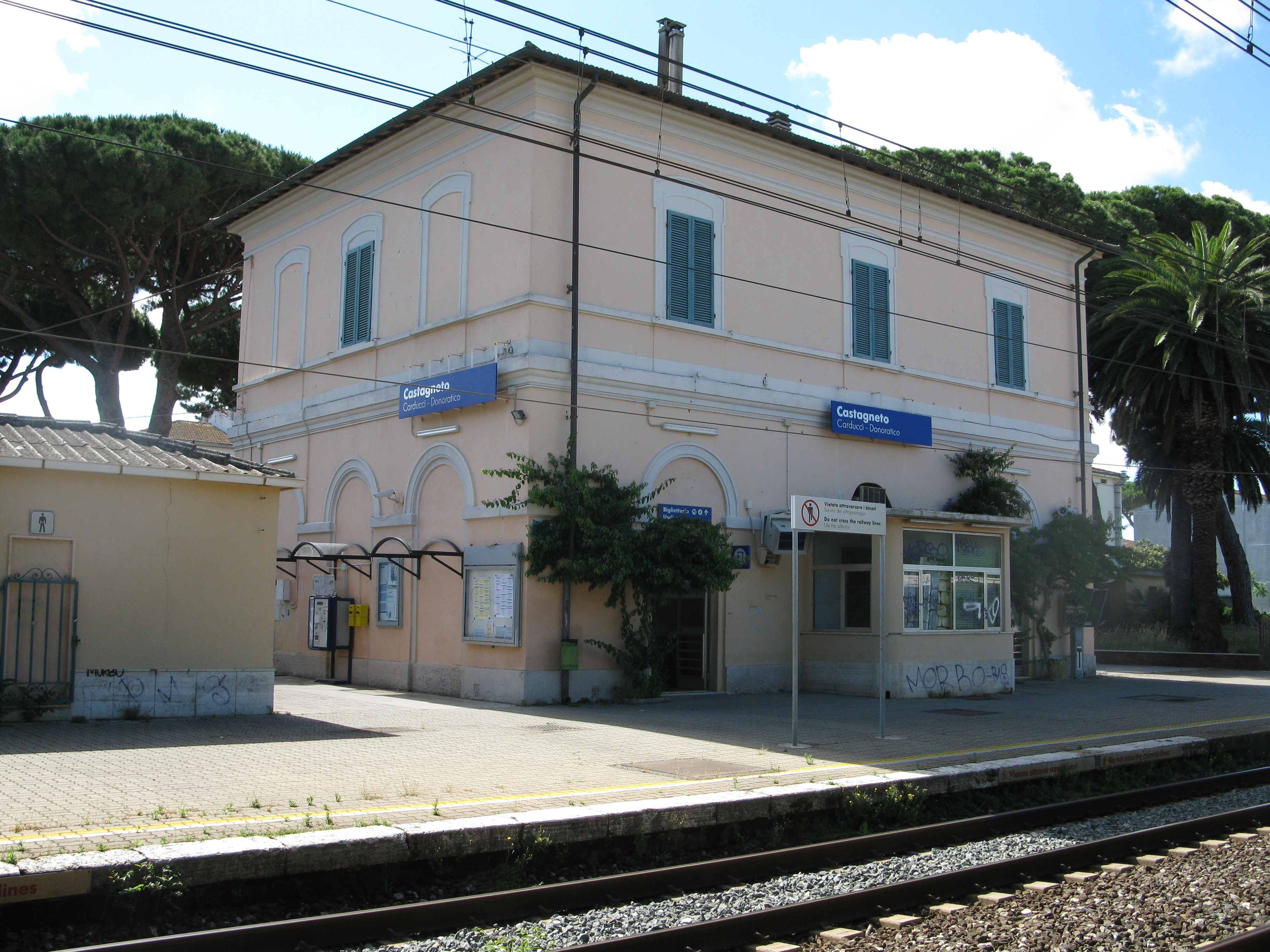
Il fabbricato viaggiatori lato binari

Il fabbricato viaggiatori si compone su due piani entrambi chiusi. Infatti i locali dove prima erano la biglietteria e l'ufficio del capostazione vengono ora usati come deposito dal comune.
Il piano superiore è invece abitato da privati.
Fino al 2009 all'interno del fabbricato viaggiatori trovavano posto la biglietteria self-service, le validatrici, i tabelloni orari cartacei e un telefono pubblico. Ad oggi (2011) tutti questi servizi sono stati spostati all'esterno e il fabbricato è stato murato.

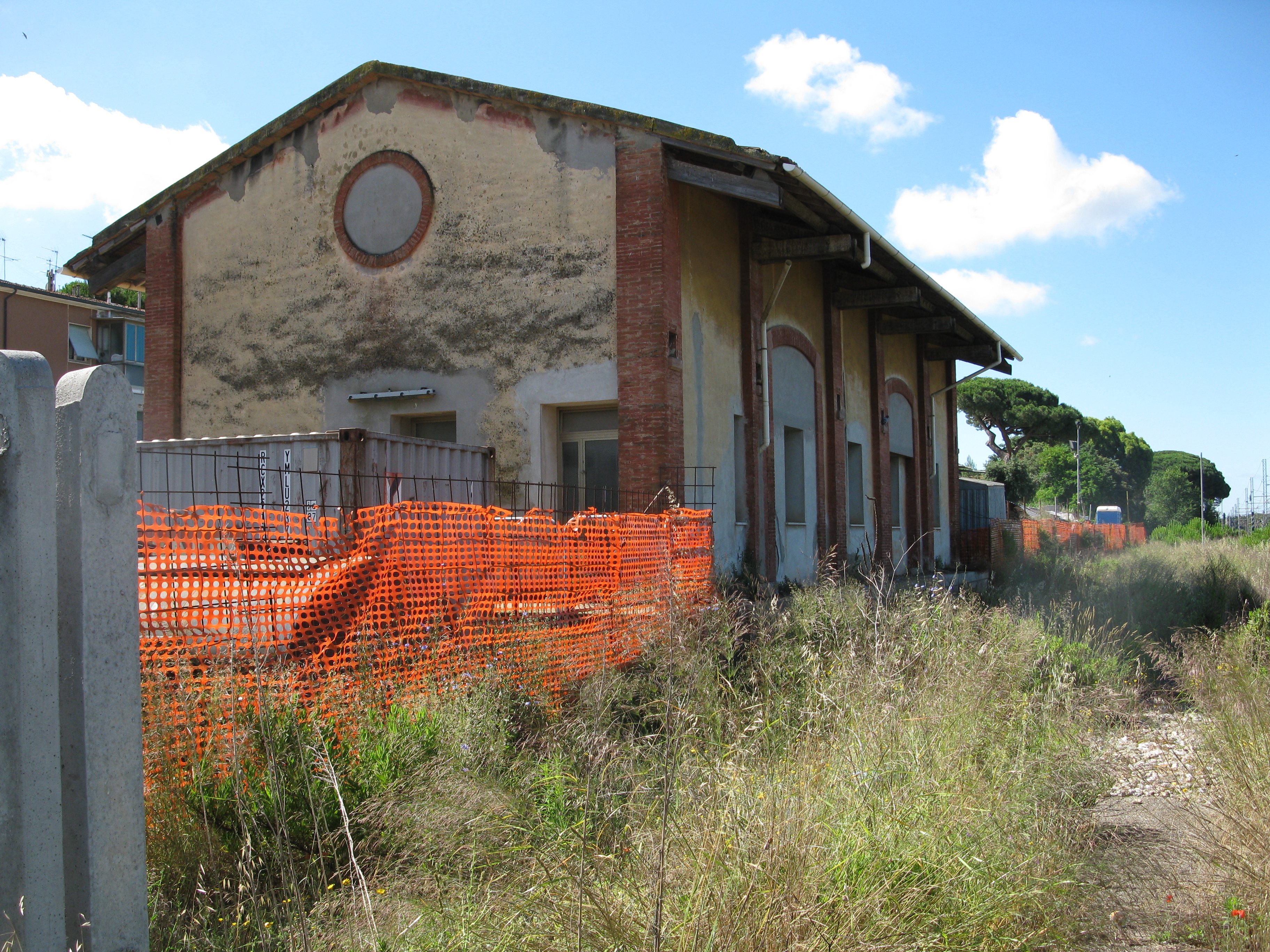
Ex magazzino merci

La stazione disponeva anche di uno scalo merci oggi smantellato completamente ad eccezione del magazzino merci.
La stazione è sorvegliata con telecamere anche se questo non previene frequenti atti di vandalismo che colpiscono la stazione. La cura e la pulizia della stazione non è più affidata ad RFI ma al comune.
Tutti i binari della stazione sono serviti da banchina e da una pensilina con alcuni posti a sedere. Le due banchine sono collegate da un sottopassaggio con pedane per rendere più agevole l'accesso ai disabili e ciclisti.

## Caratteristiche
La stazione ha solamente due binari entrambe di corsa.
Il binario 1 è usato per i treni in direzione Sud mentre il binario 2 per i treni verso Nord.
Gli spazi antistanti il fabbricato viaggiatori ospitano anche una BTS del servizio GSM-R di RFI.
Sono presenti due monitor (uno al binario 1 l'altro al binario 2) che visualizzano gli arrivi e le partenze dei treni.

## Servizi

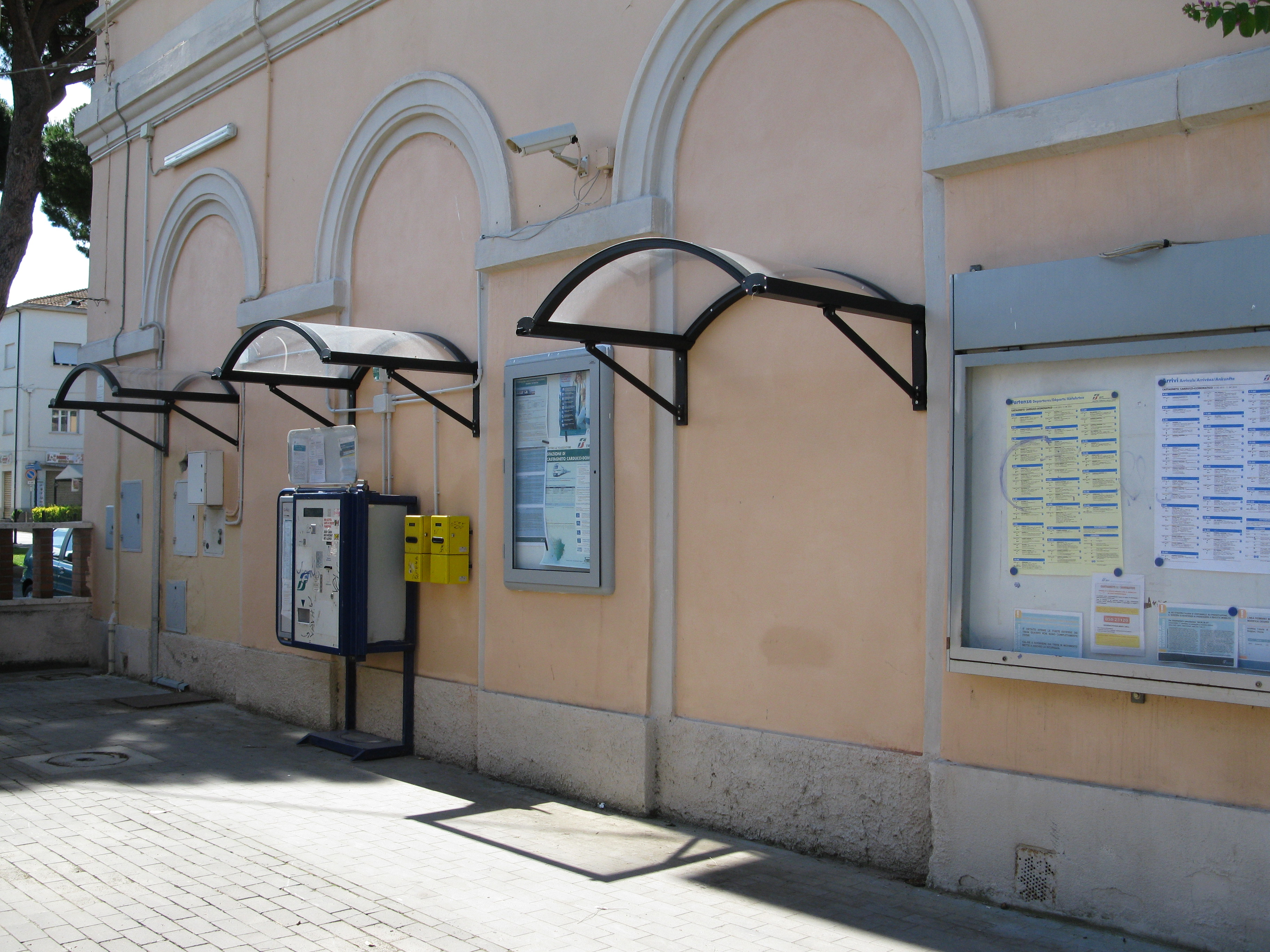
Biglietteria self-service

- Biglietteria self service (solo biglietti regionali)[3].
- Sottopassaggio
- Stazione accessibile ai disabili
- Edicola
- Fermata autolinee Tiemme (sul bivio con la strada provinciale) e navetta del comune per Marina di Castagneto Carducci (solo nei mesi estivi).
- Stazione video sorvegliata
- Parcheggio di scambio auto e bici
- Taxi

## Movimento
Il traffico viaggiatori è principalmente costituito da vacanzieri diretti alla vicina località balneare Marina di Castagneto Carducci.
La frequenza dei treni si mantiene buona durante tutto l'arco della giornata con numerosi collegamenti (specialmente nel periodo estivo) da e per Firenze.
Il servizio viaggiatori è effettuato esclusivamente da Trenitalia.
Fermano solo treni regionali.

## Interscambi

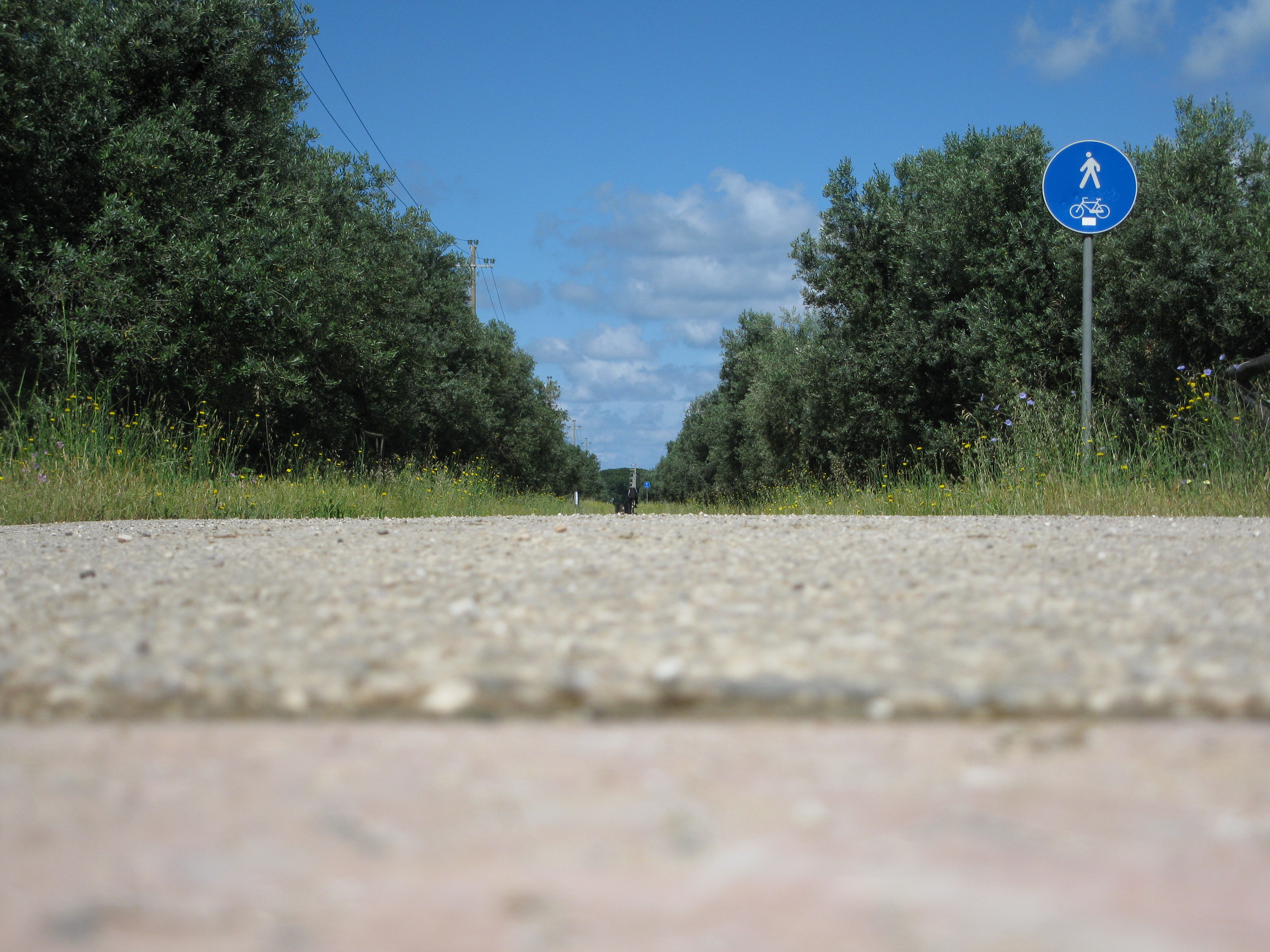
Pista ciclabile Stazione-Marina

Dal 2005, con l'apertura della pista ciclopedonale "Sentiero degli Ulivi", è possibile raggiungere comodamente in bici Marina di Castagneto Carducci. Sia fuori dalla stazione sia all'interno sono presenti numerose rastrelliere.
Al bivio con la strada principale è presente una fermata delle autolinee Tiemme.
Nel periodo estivo il comune ha messo a disposizione gratuitamente una navetta che collega la stazione con la località balenare di Marina di Castagneto Carducci.